# جوفانا تريليني
جوفانا تريليني (Giovanna Trillini) هي لاعبة أولمبية لرياضة مبارزة سيف الشيش من إيطاليا. شاركت في الأولمبياد الصيفي في 1992–2008، وفازت بما مجموعه 8 ميداليات.

## الميداليات
| ذهب | فضة | برونز | المجموع |
| 4   | 1   | 3     | 8       |

## روابط خارجية
- جوفانا تريليني على موقع الاتحاد الدولي للمبارزة (الإنجليزية)
- جوفانا تريليني على موقع الاتحاد الأوروبي للمبارزة (الإنجليزية)
- جوفانا تريليني على موقع اللجنة الأولمبية الدولية (الإنجليزية)
- جوفانا تريليني على موقع أوليمبيديا (الإنجليزية)
- جوفانا تريليني على موقع اللجنة الأولمبية الإيطالية (الإيطالية)